# Stevenage
Stevenage és un poble del districte de Stevenage, Hertfordshire, Anglaterra. Té una població de 93.222 habitants i districte de 87.081. Al Domesday Book (1086) està escrit amb la forma Stigenace. L'any 1946, Stevenage va ser designada la primera "ciutat nova" sota l'empara del New Towns Act en tot el Regne Unit.